# Herbeuval
Herbeuval är en kommun i departementet Ardennes i regionen Grand Est (tidigare regionen Champagne-Ardenne) i nordöstra Frankrike. Kommunen ligger  i kantonen Carignan som ligger i arrondissementet Sedan. År 2022 hade Herbeuval 124 invånare.

## Befolkningsutveckling
Antalet invånare i kommunen Herbeuval
Referens: INSEE